# Автошлях Т 0240
Автошля́х Т 0240 — автомобільний шлях територіального значення у Вінницькій області. З'єднує автошлях Р08 у Ямполі з переправою через прикордонну з Молдовою річку Дністер. Загальна довжина — 3,3 км.

## Маршрут
Автошлях проходить через такі населені пункти:
| Автошлях Т 0240            |        |
| Вінницька область          |        |
| Могилів-Подільський район  |        |
| Ямпіль                     | Р08    |
| переправа через р. Дністер |        |
|                            | Т 0202 |